# Matts Adolf Lindblad
Matts Adolf Lindblad (ur. 1821, zm. 1899) – szwedzki botanik i  mykolog.
Był profesorem nadzwyczajnym botaniki na Uniwersytecie w Uppsali od 1855 r.
Opisał nowe taksony grzybów i roślin. W ich naukowych nazwach dodawany jest skrót jego nazwiska Lindbl.

## Wybrane publikacje
- Monographia Lactariorum sueciae
- Synopsis fungorum Hydnaceorum in Suecia nascentium
- Om Tillvaron af ett centrum i naturliga grupper såväl inom Djur- som Växt-verlden, Akademisk afhandling, etc.
- Liten svampkokbok med nya rätter : några anteckningar efter egna rön[3].